# Menhir du Reun
Le menhir du Reun , appelé aussi menhir de Skividan, est un menhir situé sur le territoire de la commune de Treffiagat, dans le département du Finistère en France.

## Historique
Le site a été fouillé par Paul du Châtellier vers 1880. L'édifice est classé monument historique par décret du 4 novembre 1975.

## Caractéristiques
Le menhir mesure environ 6 m de hauteur pour une largeur supérieure à 2 m et une épaisseur inférieure à 1 m. La fouille de du Châtellier a mis en évidence l'existence d'une fosse de calage qui fut creusée sur plus de  4 m de long, environ 3 m de large et un peu moins 1 m de profondeur dans le substrat rocheux. Le menhir a été calé dans cette fosse par un empilement de petits blocs de pierre.
Un petit matériel archéologique a été découvert lors de la fouille par du Châtellier : deux percuteurs, divers éclats de silex, deux armatures de flèche tranchantes en quartz et des tessons d'une poterie grossière.

## Site préhistorique du Reun
Le menhir a été érigé au sommet d'une petite hauteur dominant la petite plaine littorale qui le sépare de la mer, ce que traduit le toponyme Le Reun qui désigne un tertre, une éminence rocheuse, en langue bretonne. Un peu plus à l'est, il existait un tumulus, fouillé par du Châtellier, désormais totalement ruiné, et en 1967, un fermier découvrit des pétroglyphes, sur les rochers voisins.
Le menhir faisait probablement partie d’un ensemble monumental qui pourrait avoir indiqué une zone de production salicole préhistorique.